# Guida per babysitter a caccia di mostri
Guida per babysitter a caccia di mostri (A Babysitter's Guide to Monster Hunting) è un film del 2020 diretto da Rachel Talalay. Il film è stato distribuito da Netflix. Il film è stato scritto da Joe Ballarini ed è basato sulla sua trilogia di libri in tre parti con lo stesso nome. È interpretato da Tom Felton, Indya Moore, Tamara Smart e Oona Laurence.

## Trama
Kelly Ferguson è una ragazza molto abile in matematica ma emarginata dagli altri ragazzi che la chiamano "Attira Mostri" per il fatto che quando era piccola raccontò di essere stata aggredita da un mostro ma ovviamente nessuno le credette. La notte di Halloween sua madre la propone come babysitter per badare al piccolo Jacob, il figlio del suo capo la signora Zellman. Ascoltando Jacob parlare dei suoi incubi Kelly si sente in empatia con lui e per evitare che abbia paura gli regala una delle sue luci notturne così che non sia troppo spaventato. Purtroppo il bambino affidatole viene rapito da tre mostruosi esseri e Kelly non riesce a fermarli.
Ad aiutare Kelly nella ricerca si presenta Liz LeRue, una babysitter che la introduce in una società segreta di babysitter che proteggono i bambini (tra i quali i membri più antichi erano Giovanna d'Arco, Atena, Cleopatra, Merlino e tante altre figure storiche), così come un intero mondo di mostri, che deve combattere. Insieme catturano uno degli sgorbietti e lo portano alla sede per analizzarlo. A quanto pare Jacob non è un bambino qualsiasi: sembra possieda il "Dono dei Sogni", la capacità di portare in vita i sogni o gli incubo. Tra i membri dell'ordine ci sono Cassie, l'esperta scientifica, Curtis, specializzato in pozioni, e Berna, la più grande e l'haker della squadra. Grazie a un pozione di Curtis, Kelly rimembra ciò che le è capitato quando era piccola: un ricordo insieme a una canzone che sentì permette di identificare il responsabile, il Grand Guignol. Conosciuto come Ladro di Sogni o Portatore di Incubi, è un essere che intende usare l'immaginazione e gli incubi di Jacob, e che tentò di rapire pure Kelly ma fu salvata dalla sua babysitter di allora che era anche lei un membro dell'ordine, per creare un esercito di mostri. Liz sembra averne timore, ma non ne vuole parlare par ragioni sconosciute. Mentre Liz e Kelly vanno sul campo facendo scappare appositamente lo sgorbietto con addosso un localizzatore, Curtis e il resto del team inizia un giro di telefonate internazionali a tutte le altre sedi dell'ordine per trovare gli ingredienti da usare per preparare il Fuoco dell'Angelo contro il Grand Guignol.
Il piano per arrivare alla tana del Grand Guignol viene manomesso quando lo sgorbietto se ne accorge e sotto ordine del suo capo spinge le babysitter in una trappola. Il localizzatore le porta proprio a una festa a cui Kelly voleva andare per cercare di farsi notare dal ragazzo che le piace ma Liz le ricorda che la priorità è la missione; ad attenderle però c'è il Mostro Ombra, timoroso della luce e letale nel buio. Le due ragazze si dividono, Liz cattura lo sgorbietto, mentre Kelly il Mostro Ombra. Fortunatamente durante lo scontro Kelly scopre che le sue abilità matematiche le permettono di fronteggiarlo e riesce a salvare se stessa. Nel frattempo il Grand Guignol sta avendo non poche difficoltà nel cercare di far dormire Jacob, dal momento che nemmeno la sua canzone ha effetto, e sta mettendo a dura prova la sua pazienza, finché non gli viene l'idea giusta: procurasi l'Amuleto Occhio di Gatto in mano alla strega Peddy Drood, conosciuta come la Signora dei Gatti.
Kelly e Liz si dirigono alla tana della Signora dei Gatti e accidentalmente a Liz scappa il nome Kevin. A quel punto Kelly vuole sapere la verità e del perché Liz abbia paura del Grand Guignol. Kevin era suo fratello, e quando lei aveva sei anni e suo fratello di cinque, il Grand Guignol lo rapì e non lo vide più; per questa ragione è diventata una babysitter, per cercare di ritrovarlo. La sua confessione avvicina le ragazze perché Kelly sa bene cosa vuol dire non essere creduta e sentirsi indifesa. 
Faccia a faccia con la Signora dei Gatti, Liz si indebolisce a causa della sua allergia ai gatti, in più il Grand Guignol si presenta e chiede alla strega il suo amuleto e nel mentre cerca di scoraggiare Liz sottolineando la sua incapacità di proteggere suo fratello e fa leva sulla paura e l'insicurezza di Kelly. Preso l'amuleto il Grand Guignol rapisce Liz mentre Kelly viene lasciata in mano alla Signora dei Gatti che intende darla in pasto ai suoi gatti; Kelly si salva usando la sua luce laser per poi chiamare la squadra per informarli. Grazie a un frammento di vetro trovato da Liz dentro lo sgorbietto localizza il nascondiglio del Grand Guignol in un faro abbandonato e si precipita sul posto. Nel mentre il Grand Guignol usando l'amuleto riesce a far addormentare Jacob e grazie alla sua macchina aspira i sogni e inizia a raccogliere i mostri degli incubi del bambino e usando la sua canzone ipnotizza Liz.
Purtroppo Kelly viene catturata ma usando le armi dategli mette fuori gioco i tre sgorbietti ma si trova costretta ad affrontare Liz, che ipnotizza dal Grand Guignol cerca di impedirle di svegliare Jacob; grazie al manganello datogli da Curtis, capace di spezzare maledizioni e incantesimi, riesce a risvegliare Liz dall'ipnosi. La squadra nel mentre ha completato il Fuoco dell'Angelo ma finiscono per restare bloccati nella sede e vengono quasi attaccati dal Mostro Ombra; Berna si offre di portare la fiala con la pozione a Kelly mentre Curtis e Cassie restano a tenere a bada la creatura. 
Kelly e Liz cercano di tendere una trappola a Grand Guignol, ma questi fiuta la trappola e riesce a impossessarsi del Fuoco dell'Angelo proprio quando Berna arriva a consegnarglielo. Il Grand Guignol si prepara a liberare i mostri, sfortunatamente per lui, Kelly e le altre uniscono le proprie conoscenze e abilità per colpire al cuore con il "Pugno al Mostro" il Grand Guignol che grazie al Fuoco dell'Angelo viene distrutto. Jacob si risveglia però ha ancora paura dei suoi incubi ma grazie all'incoraggiamento di Kelly e Liz, Jacob riesce ad affrontarli e scacciarli definitivamente.
Di corsa le ragazze e il bambino tornano a casa giusto in tempo prima che la signora Zellman arrivi, visto che ha lasciato prima la festa aziendale perché aveva percepito che qualcosa non andava, promettendo a Jacob che Kelly le farà ancora da babysitter. Dopo quest'avvenuta Liz, invita Kelly ad entrare ufficialmente nell'ordine come apprendi-sitter e le lascai il manuale da studiare. Kelly accetta e le promette che salveranno Kevin, anche se Liz la avverte che con la morte di Grand Guignol adesso si è inimicata una delle sue sorelle: Serena, la Regina Ragno.

## Rilascio
Il film è stato rilasciato da Netflix il 15 ottobre 2020.

## Recensioni della critica
Su Rotten Tomatoes, il film ha un indice di gradimento del 65% basato su 17 recensioni critiche, con un rating medio di 5,93/10.
Su Metacritic, ha un punteggio medio ponderato di 31 su 100 basato su 4 recensioni critiche, indicando "recensioni generalmente sfavorevoli".